# Synonchus edentatus
Synonchus edentatus is een rondwormensoort uit de familie van de Leptosomatidae. De wetenschappelijke naam van de soort is voor het eerst geldig gepubliceerd in 1900 door von Linstow.